# 5美分硬币
五美分硬币又名“镍币”（英語：nickel），是美国铸币局生产的一种硬币，面值为5美分，于1866年开始发行至今，绝大多数由75%的铜和25%的镍组成，直径大多是21.21毫米，厚1.95毫米。
18世纪90年代，美国开始发行半角硬币，其面额同样是五美分。但是，南北战争引发的经济困境致使黄金和白银从市场流通中消失，为了满足商品经济对小面额钱币的需要，联邦政府首度发行纸质辅币。1865年，由于货币局局长斯宾塞·M·克拉克以自己作为纸币人物，国会将五美分辅币废除。接下来国会先后授权发行不含贵金属的二美分和三美分硬币，然后再授权发行由贱金属打造的五美分币，铸币局于1866年开始生产。
盾牌镍币是铸币局生产的第一种镍币，于1866年一直生产到1883年由自由女神头像镍币取代。野牛镍币于1913年面世，是为提升美国硬币图案美感而重新设计的五种硬币之一。从1938年开始，杰斐逊镍币取代野牛镍币并一直生产至今，仅在2004和2005年为纪念刘易斯与克拉克远征200周年发行过特别设计版本。2006年，铸币局恢复采用杰斐逊镍币原本的背面设计，正面则改用杰米·弗兰基的设计。虽然至今仍在生产，但镍币的制作成本早已超过面值。2013年财政年度结束时，每生产一枚镍币的成本已达到9美分，因此铸币局有可能改用更廉价的金属或合金生产。

## 背景
《1792年铸币法案》授权联邦政府发行银质半角硬币，其重量及贵金属纯度均有明确规定。联邦政府于1792年开始生产半角硬币，但由于第一间联邦铸币局还在费城开建，因此铸币工作是在制锯师约翰·哈珀（John Harper）位于该市第六大街和樱桃大街的地窖完成。铸币的金属模由亚当·艾克菲尔特雕刻，他在整整半个世纪后回忆起这段经历时称，生产半角硬币使用的白银是总统乔治·华盛顿提供，生产出来的1500枚硬币之后上交国务卿托马斯·杰斐逊，用来转赠国内外政要。据称，华盛顿总统是在故居维农山庄提供用于铸造这些硬币的白银，他在1792年底的国情咨文中称，铸币局大楼已在施工，并且“半角硬币已经小规模投产，市场流通需要小额硬币，所以首先应该照顾他们的需求。”
1793年，新成立的费城铸币局开始打造一美分和半美分硬币。由于联邦国会要求铸币局的冶金分析师和首席铸币员提供一万美元保证金才能入职，这在1793年时几乎是天文数字，所以铸币局不得不推迟贵金属材质硬币的投产时间。1794年，国会同意把首席铸币员和冶金分析师的保证金数额分别降至5000及1000美元，华盛顿总统任命的人选这才得以走马上任，银币的生产也在同年开始。

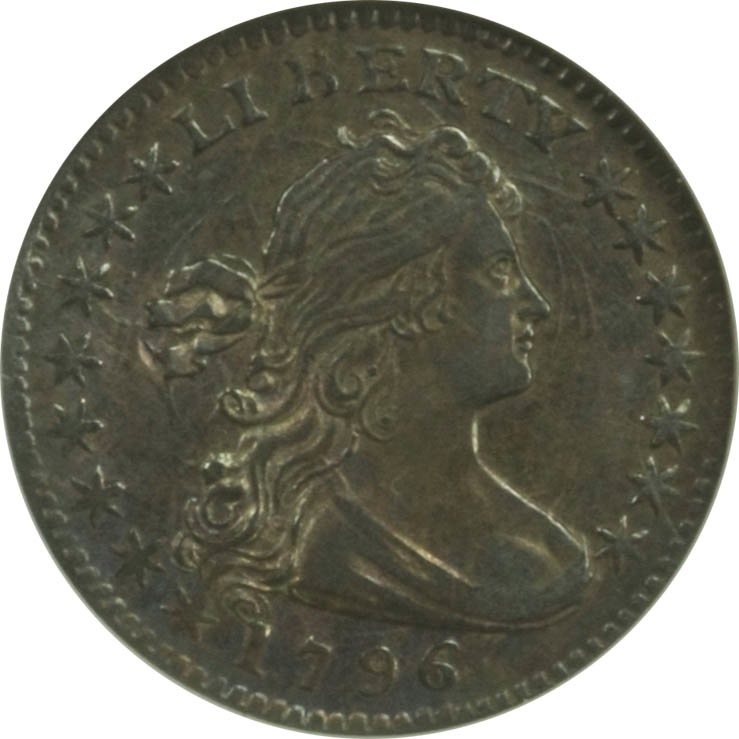
1796年版半角硬币

1794至1805年间，铸币局雕刻师罗伯特·斯科特（Robert Scot）多次为半角硬币调整设计方案，但所有出产硬币中没有标称年份为1798、1799或1804年的版本。1804年时，美国银币已大量外流，人们用其在西印度群岛按面值交换更重的西班牙硬币，再把这些外国银币带回国内，由铸币局熔融后重新生产成硬币并以此获利。面对这种情况，美国于1804年停止生产银质硬币，半角硬币从1805年一直停产到1829年。1807年，铸币局局长罗伯特·帕特森致信总统杰斐逊，称“我们几乎所有的白银储备（大部分是西班牙银元）都放在银行，恐怕它们（指银行）不会愿意再接受任何面值不足半美元的硬币。”
银币半角硬币于1829年恢复生产，其纯度还于1837年开始从89.24%提升到90%，同年，硬币正面图案从原本威廉·克尼斯设计的自由女神半身像改为克里斯蒂安‧戈布雷希特设计的坐姿自由女神，此后一直沿用到1873年半角硬币废除。1851年，铸币局发行三美分银币，半角硬币从此不再是面额最小的美国银币。

## 起因
受南北战争影响，美国经济陷入泥潭，大部分硬币都从市场流通中消失。为填补市场需求，人们采用的代币包括商家代币、包裹邮资贴花和发行面额低至三美分的美国辅币。除由黄金和白银这些贵金属铸造的硬币大多被人们囤积或是外流其他国家外，连仅有的贱金属硬币、铜镍合金制成的分币也从市场上消失了。为恢复硬币流通，国会于1864年废除3美分辅币，授权制造铜质1美分和二美分硬币，其中包含的金属价值远低于面值。新币起初获得热烈反响，但二美分很快也从市场流通中消失。1865年3月3日，国会通过法案授权铸币局以75%的铜和25%的镍打造三美分硬币。

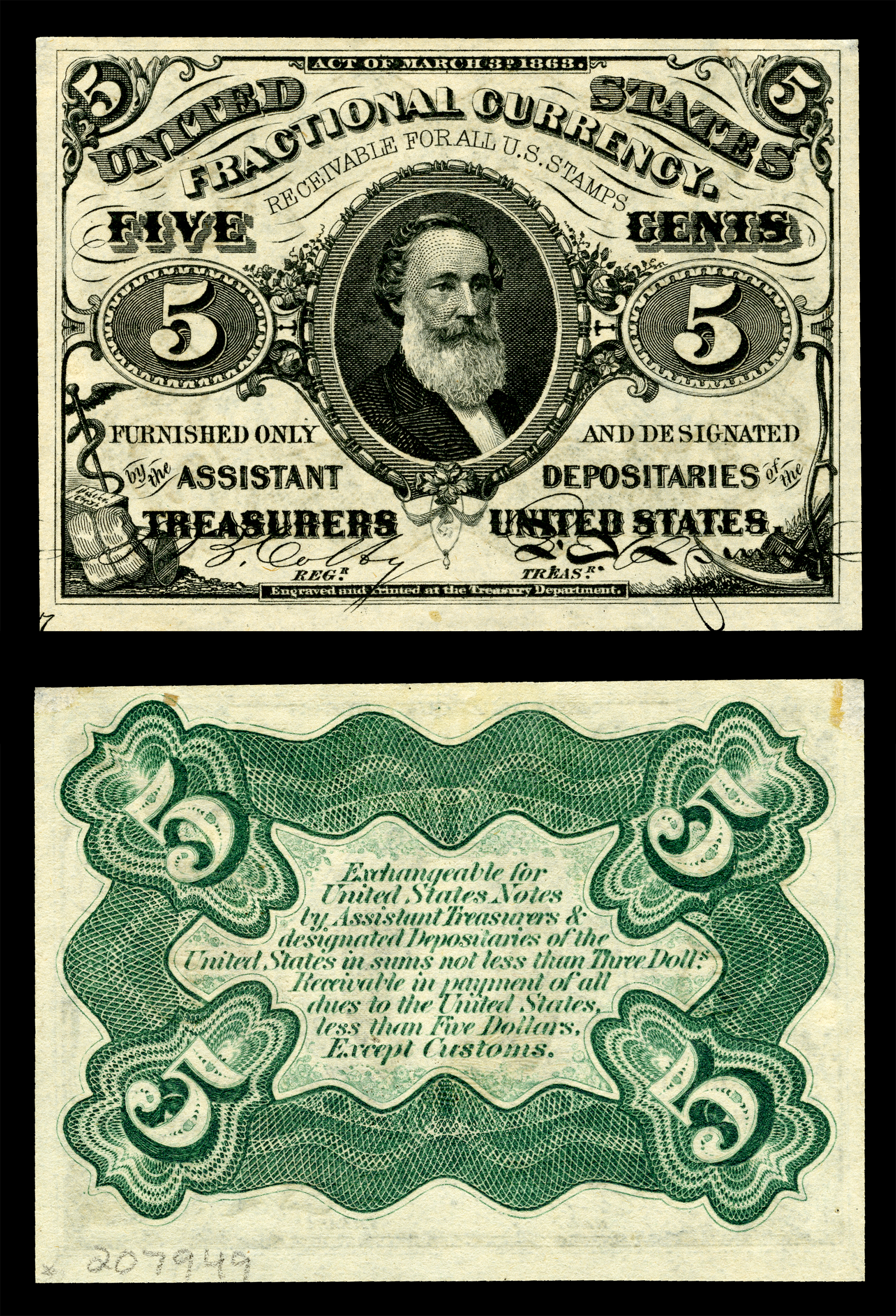
美国货币局局长斯宾塞·克拉克（图）把自己的头像印在五美分辅币上，直接导致国会立法禁止将任何在世人物肖像印上美国货币。

1864年，国会授权发行第三个系列的辅币。法案规定其中的五美分币需印上“克拉克”（Clark）的肖像，国会原本意指探险家威廉·克拉克，但实际发行的辅币上印的却是美国货币局局长斯潘塞·克拉克（Spencer M. Clark）。据钱币历史学家沃爾特·布林记载，国会“恼羞成怒之下立即通过法律取消五美分面额（辅币），还通过另一项法案禁止联邦硬币或纸币上印有任何在世人物肖像”。国会本打算让斯潘塞··克拉克卷铺盖走人，只是在财政部长萨蒙·蔡斯的亲自干预下才没有实行。
铸币局局长詹姆斯·波洛克一度反对铸造含有金属镍的硬币，但鉴于三美分铜镍合金币的初步成功，他改变立场，支持以相同的合金打造三美分硬币。波洛克在1865年的工作报告中写道：“这种用镍合金制作的三美分面额硬币制作简单，并且很快就会得到市场认可，替代三美分辅币……只有在恢复硬币支付地位后……和平时期不应允许采用贱金属合金永久性取代白银，来铸造面额高于三美分的硬币。”
企业家約瑟夫·沃頓几乎垄断了整个美国的镍矿开采，他希望能促使美国政府选用镍来制作硬币。沃顿在国会中很有影响力，有多位议员是他的朋友，虽然他们未能通过在二美分硬币中采用金属镍的立法，但还是成功在三美分币材质组成中加上镍。波洛克准备一项法案，建议以三美分硬币的合金比例制作五美分币，并且新硬币的重量不超过60格令（相当于3.9克）。联邦众议院相应委员会在审核法案时把硬币重量提高到77.19格令（相当于5克），此举表面上看只是为了让硬币重量与公制下的5克相同，但更有可能是为了让沃顿可以向美国政府售出更多的镍。这一改动也令五美分硬币的金属价值和面值比高于三美分硬币。1866年5月16日，法案未经辩论就获得通过。新的铜镍合金硬币拥有最高一美元的法定支付能力，由财政部发行，可以交换除半美分、一美分和二美分硬币外所有的美国硬币，还可以按100美元为单位兑换成纸币。另外，国会还在法案中撤销面额不足十美分辅币的授权。

## 盾牌镍币
由于铸币工作马上就要开始，因此铸币局首席雕刻师詹姆斯·巴顿·朗埃克需要尽快设计好硬币。他在1865年末就已制出多种图案币，这时授权制造五美分硬币的法案尚在国会讨论。带有前总统乔治·华盛顿和亚伯拉罕·林肯形象的设计稿都被否决，财政部长休·麦卡洛克最终决定采用类似朗埃克之前设计的二美分硬币图案，正面是盾牌，背面有众星和线条环绕的数字“5”，这便是之后盾牌镍币的设计方案。
由于铸币坯盘硬度很高，新硬币的铸造非常困难，出产硬币质量不佳，同时用于铸币的金属模具使用寿命也很短。硬币的设计受到大量非议，沃顿称正面的盾牌仿佛“上面竖着十字架的墓碑，（旁边）挂着哭泣的柳枝。”《美国钱币学杂志》（American Journal of Numismatics）还认为这是“所有已知硬币中最丑陋的”。1867年初，硬币设计经调整去掉背面各星星间的线条，希望能消除部分生产难题。设计上的变更在公众中引起混乱，许多人都以为其中一种设计属于伪造，铸币局甚至一度考虑完全废除盾牌设计。镍币投产后起初几年产量较高，到1869年下半年已足以满足市场需求，所以之后年份的产量明显下降。
新硬币在商家手中日积月累，数额已超过法偿限额，但许多银行又最多只接受共计一美元的这种硬币，于是店主在用镍币向中间商付款时被迫打折。各地邮政局因受法律约束而不得不接受镍币，但财政部又有权依照法定授权拒收总额超过100美元的部分。为了缓解这一矛盾，国会于1871年通过立法，允许财政部用面额高于20美元的纸币无限制换取包括镍币在内的多种低面额硬币。此后要直到1933年，镍币才成为不受限制的法定货币，这时盾牌镍币已停产多年。
盾牌镍币投产后，半角硬币还继续在费城和旧金山铸币局生产，直到被《1873年铸币法案》废除为止。由于美国西部在商品交易中倾向使用金币或银币，所以白银制成的半角硬币此后几十年间仍然在西部流通，直至19世纪结束。随着经济条件好转、白银价格回落，包括半角硬币在内的大量此前被囤积起来的银币又从1876年4月开始回归市场流通。1876年末，盾牌镍币暂时停产。铸币局在1877至1878年都没有生产流通用盾牌镍币，只为收藏家打造过精制币。接下来几年里，由于财政部已经有大量镍币库存，因此铸币局生产的镍币数量很少，直到1881年12月才再次全面投产。

## 自由女神头像镍币（“五分镍币”）
19世纪70年代末，盾牌镍币的产量缩水，同样材质的3美分镍币也基本停产，沃顿于是开始寻找把镍卖给铸币局的新途径。当时铸币局生产的铜质分币占相当比例，所以沃顿希望能通过游说将分币材质也换为铜镍合金。1881年，他的游说终见成效，费城铸币局局长阿奇博尔德·劳登·斯诺登（Archibald Loudon Snowden）下令首席铸币员查尔斯·巴伯设计统一的镍币、三美分硬币和分币。斯诺登要求巴伯在硬币正面采用自主神的古典主义风格头像，并附上刻字（“自由”）和年份。硬币背面则是代表面额的罗马数字，周围由小麦、棉花和玉米环绕，所以镍币背面就应该刻上罗马数字（“5”）。根据新提议，镍币的重量仍保持在五克，只是直径需增至22毫米。
巴伯遵照局长要求完成设计，斯诺登之后决定不变更分币和三美分硬币的设计，所以巴伯继续在镍币上下工夫，将其直径调整到21.21毫米。接下来铸币局把样币按惯例送往首都哥伦比亚特区，等待财政部长查尔斯·J·福尔杰批准。但让斯诺登意外的是，福尔杰拒绝批准设计方案，理由是当时已有法律规定，（“美利坚合众国”）字样应该放在硬币背面而非正面。巴伯按部长意见修改设计，新版镍币准备在1883年初投产。不过，这时1883年版的盾牌镍币已经生产出来，为了防止因版本稀缺导致的囤积行为，铸币局在之后几个月同时生产新旧两种设计的镍币。
镍币只是用罗马数字代表面值，没有刻上（“美分”字样），不法分子很快发现，新镍币直径与五美元金币非常接近，只要给新镍币镀金，就有可能会让人误以为这是五美元。造假者还给部分镀金镍币加上锯齿纹花边，令其看上去更像金币。铸币局为此立即停产自由女神头像镍币，继续生产盾牌镍币。巴伯根据指示再次修改设计，在硬币背面的底部增加字样，并更改其他多种设计元素的位置。修改后的镍币于1883年6月26日发行，盾牌镍币也是在这天停产。有报道称财政部会召回所有没有字样的镍币，公众于是开始囤积这种可能会变得非常稀有的硬币。
前后30年间，自由女神头像镍币的年产量大多居高不下，仅有1885、1886和1894年因经济陷入衰退出现例外。1890年，国会终止三美分硬币授权，镍币因此成为唯一的铜镍合金硬币。国会同年还授权财政部长自行决定已经生产25年的硬币是否要重新设计。不过，国会法案中并并没有明确规定当时刚刚调整过设计图案的镍币和银元是否还要再生产25年。1896年，铸币局在试铸过带孔硬币后于1896年制作了多枚图案币，这也是1885年后该局首次生产图案币，但最终还是没有变更设计方案。

### 商品交易对镍币需求的增长

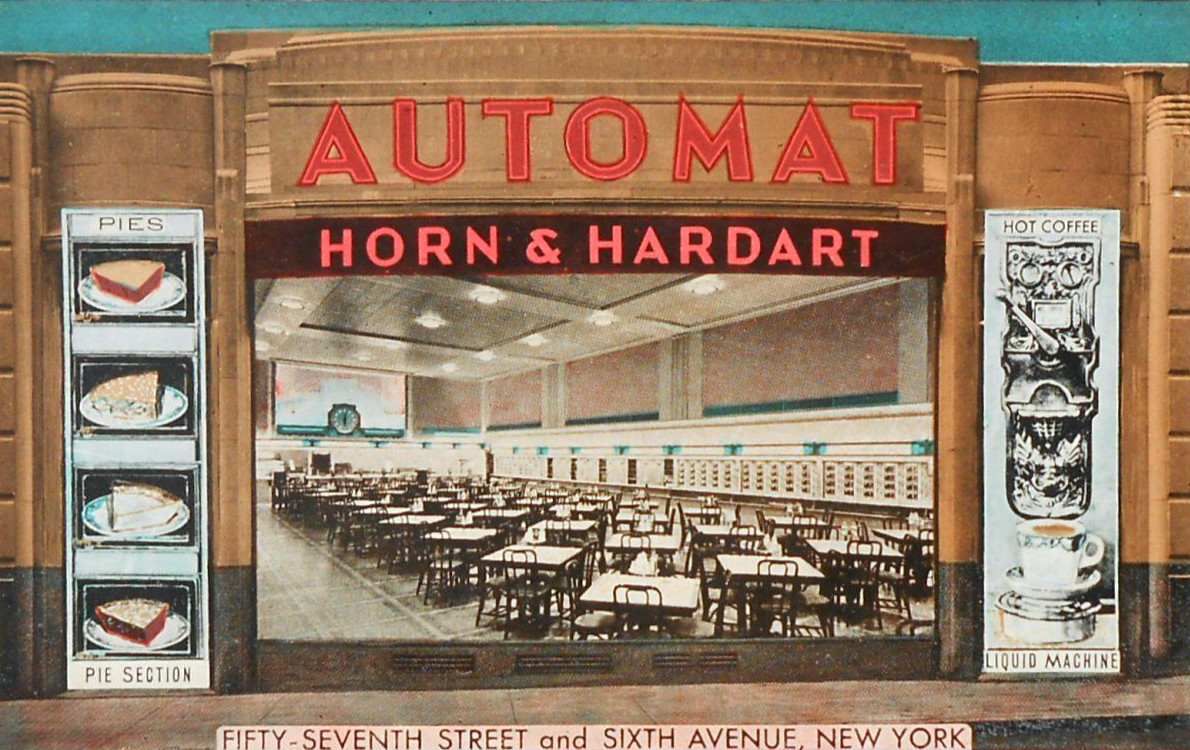
20世纪30年代的霍恩和哈达特餐馆明信片

19世纪90年代，投币式游戏机、赌博机和出售食品的自动售货机开始走红。这类机器可以放在商场内部的空闲位置，基本无修维护保养就能为业主创造收益。从1898年左右开始，投币式机械钢琴也变得流行起来。米尔斯新奇公司是生产这类投币设备的龙头企业，1906年时，其产品范围已涵盖机械小提琴演奏机和算命机。虽有部分机器是使用分币或其它面额硬币，但绝大多数还是采用镍币。
这段时期面世的多种商业创新都和投币式售货机有关，自动餐馆便是其中令镍币使用量显著提高的一种，顾客可以在投入硬币后（起初只需镍币，但到20世纪下半叶后就需要更高面额的硬币）操作手柄，获取三明治或甜点。这种餐馆最初在德国面世，经包括霍恩和哈达特餐馆在内的多家企业推广而在美国普及。此外，镍币影院也是在这一时期问世，观众可凭一枚镍币入场观看多部片长12分钟左右的单卷短片，影院从下午一直经营至深夜，顾客去留自愿。虽然还有同样根据硬币面值命名的分币街机，但电子游戏厅内仍以镍币使用最普遍。
19世纪80年代以前，镍币在美国西部各州的流通率非常有限，当地居民更倾向使用银币或金币。不过，新的自由女神头像设计引起当地居民的浓厚兴趣，镍币流通率因此提高。由于经济条件良好，投币机的普及又令镍币市场需求大幅提升，到1900年时，镍币已成为全美普遍采用的硬币。同年，铸币局局长乔治·罗伯茨（George E. Roberts）呼吁国会大幅提升拨款额度，以便铸币局购买足够的贱金属来生产镍币和分币。铸币局还请求国会取消限制，允许费城以外的铸币局生产镍币和分币，国会于1906年同意罗伯茨的请求，丹佛铸币局和旧金山铸币局于1912年开始生产镍币。

### 罕见的1913年版自由女神头像镍币

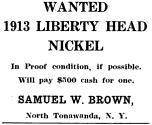
塞缪尔·布朗在《钱币学家》1919年12月刊上登出的广告

自由女神头像镍币于1912年底停产，此后几年里也没有任何迹象表明有1913年的版本存在。1919年12月，钱币交易商塞缪尔·布朗（Samuel W. Brown）在《钱币学家》杂志刊登广告，求购1913年版自由女神头像金币。次年8月，布朗带着一枚这样的硬币在美国钱币协会年会上亮相。据布朗透露，铸币局当年备有1913年版自由女神头像镍币的主模具，并且试铸过为数不多的几枚样币。之后的事态进展表明，布朗一共有五枚这样的硬币，后来全部转手卖出。接下来，这五枚硬币在性格乖僻的德克萨斯州沃思堡地区知名收藏家E·H·R·格林上校（Col. E.H.R. Green）手中停留了15年，从1943年开始便四下分散。自那以后，五枚硬币中的每一枚都数度转手。如今，哥伦比亚特区的史密森尼学会和科罗拉多州科罗拉多斯普林斯的美国钱币协会钱币博物馆各存放有一枚向公众展示，另外三枚则属私人收藏。2010年1月，一枚1913年版自由女神头像镍币经拍卖以373万7500美元的高价成交，创下这种硬币的价格纪录。
1913年版自由女神头像镍币的确切来源尚无定论，铸币局的文献中没有这种硬币的生产纪录，也没有授权生产纪录。虽然1913-版自由女神头像镍币的模具有提前送往加利福尼亚州，但罗伯茨下令停产后，这些模具也都送回了费城。从纪录中基本可以肯定，这些于12月23日回到费城铸币局的模具都在次年1月初按惯例销毁。布朗曾在费城铸币局工作（不过这点直到1963年才开始为人所知），所以很多说法都认为他与此事脱不了干系。

## 野牛镍币（印第安人头像镍币）
1904年，西奥多·罗斯福总统表示他觉得美国硬币的艺术水准有待提高，希望聘请雕塑家奥古斯都·圣高登斯（Augustus Saint-Gaudens）来重新设计。受1890年的国会法案限制，铸币局只请圣高登斯设计分币和四种金币，但在设计出鹰扬和双鹰金币后，圣高登斯因病于1907年去世，两种金币都在同年进入市场流通。剩下的分币、半鹰和四分之一鹰（2.5美元）金币都是由其他艺术家设计，最迟从1909年开始进入流通。1919年，铸币局局长弗兰克·利奇（Frank Leach）指示巴伯为新版镍币准备几套设计方案并打造图案币，巴伯的大部分设计方案都包含首任美国总统乔治·华盛顿的头像。但因利奇于1909年11月1日离任，更换镍币设计一事暂时陷入停滞，局长职务由亚伯兰·安德鲁（Abram Andrew）继任。
1911年5月4日，财政部长富兰克林·麦克维（Franklin MacVeagh）的儿子伊姆斯·麦克维（Eames MacVeagh）在给父亲的信中写道：
 有件似乎大家都忽略了的事，您有机会在任内把镍币或五分硬币的设计变得更加美丽。在我看来，这会是最具吸引力的一种纪念品。可能您也知道，这将是您任内有可能改变的唯一一种硬币，因为我记得有法律规定，硬币设计的更换周期不能少于25年。我还认为，这（指镍币）应该是现在正在流通的硬币中数量最多的一种。

不久后，安德鲁宣布铸币局会征求新的镍币设计方案。雕塑家詹姆斯·厄尔·弗雷泽（James Earle Fraser）曾是圣高登斯的助手，他主动同铸币局取得联系，并且很快就拿出草图和设计稿。这时铸币局局长的位置已由乔治·罗伯茨出任，他起初比较中意带有亚伯拉罕·林肯总统形象的设计方案。但弗雷泽很快又创作出另一份设计，一面是美洲原住民，另一面则是美洲野牛。财政部长麦克维在信中写道：“请转告他（指弗雷泽），在他递交的3份草图里，我们希望采纳印第安人头像和野牛的草图。”新版镍币的消息于1912年7月公布，多家自动售货机生产商希望获得相应信息。马萨诸塞州伍斯特霍布斯制造公司的克拉伦斯·霍布斯（Clarence Hobbs）担心新镍币可能同自家公司的硬币防伪产品不兼容，要求从多方面调整设计方案，对此弗雷泽颇感强人所难。
时间进入1913年后，霍布斯公司还在继续提出反对意见。2月3日，霍布斯将针对硬币的一长串修改要求发给罗伯茨，要求弗雷泽参加有霍布斯和瑞思出席的会议。双方未能在会议上取得共识，弗雷泽于同月5日给麦克维发去长达十页的信，称霍布斯公司已经浪费他太多时间，请求财政部长一锤定音。麦克维同意于2月14日在他位于首都的办公室召开会议，巴伯备好多枚图案币，用于展示镍币如果满足霍布斯公司的所有要求会变成什么样子。麦克维主持的这轮面谈与其说是会议，倒更象是司法听证会，他于次日发信表明立场，称其他制造商都没有反对意见，霍布斯公司的产品销量也不大，如果满意其所有要求，在边缘轮框周围留有明显空隙，或是把印第安人头像的颧骨部分磨平，这会影响硬币的艺术价值：“因此，请您着手生产新版镍币。”
野牛镍币于1913年3月4日正式开始进入流通，很快就因真实描绘美国主题元素而获得赞誉。但《纽约时报》的社论认为，从将会大范围流通的硬币角度来看，新版镍币的成色和光泽似乎不够理想，很容易变得陈旧并失去光泽，令人不快。同年3月和5月的《钱币学家》（The Numismatist）发表社论，对新币评价不温不火，建议将正面的印第安人头像缩小，同时取消背面的野牛。
事实证明，新版镍币的金属模具损耗很快。巴伯提议修改设计并向弗雷泽寄出试样，得到对方首肯。具体修改位置包括加大（“五美分”）字样，并把野牛所站小山改为平地。据钱币学家大卫·兰格（David Lange）从美国档案馆汇编的数据显示，修改后人称二类（最初的属于一类）的硬币设计实际上导致模具寿命进一步缩短。之后出产镍币上所刻的年份数字变得越来越粗，以求令其更加持久，但容易磨损的问题却始终没能彻底解决，多年后出产的野牛镍币都有相当大一部分的年份在磨损后无法辨识。
1938年1月，铸币局宣布举行新镍币设计公开竞赛，为迎接开国元勋、第三任总统托马斯·杰斐逊诞辰200周年，参赛者需要把杰斐逊肖像放在硬币正面，背面则是总统故居蒙蒂塞洛。最后一批野牛镍币于1938年4月在丹佛分局出产，这年也只有该局生产过这种硬币。

### 模特身份和名称争议

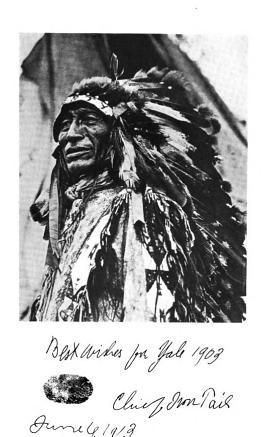
奥格拉拉拉科塔族酋长铁尾，1912年左右。

弗雷泽设计硬币正面印第安人头像和背面野牛时选择的模特身份尚无定论，据他本人所述，他无意把某个特定人物放到镍币上，而是想要表现出该族群的外貌特征。具体的模特身份包括铁尾（Iron Tail）、双月和苏族酋长大树（Big Tree），但他不同时期又曾给出不同的说法。塞内卡人约翰·大树曾多次以“镍币印第安人”的身份公开亮相，直至1967年去世。据弗雷泽表示，硬币背面的动物是美洲野牛“黑钻”（Black Diamond）。他在接受采访时称，据弗雷泽表示，硬币背面的动物是他在布朗克斯动物园看到的美洲野牛“黑钻”（Black Diamond）。但是，黑钻实际上是在中央公园动物园生活，从未去过布朗克斯动物园，于1915年售出后被宰。黑钻的头部之后在各大钱币学大会上展出，至今仍存于世，头上角的位置同镍币上有明显不同。
野牛镍币这一名称早在构想阶段就已确定，用于代指野牛的英语单词是美国口语辞汇，而非。发行量居首的钱币学刊物《钱币世界》（Coin World）将之称为“印第安人头像镍币”，而理查德·约曼（Richard S. Yeoman）的《美国钱币指南手册》（A Guide Book of United States Coins）则称其为“印第安人头像或野牛币”。

## 杰斐逊镍币
虽然野牛镍币的设计如今倍受赞誉，其后的纪念银币或金币都曾效仿。但在实际生产的1913至1938年间，这种硬币并不像如今这样人气高涨，铸币局官员对之尤其不满，一方面，铸币模具的破损率居高不下，另一方面，铸币局官员希望能够让出产的硬币尽可能清晰，这又会导致模具故障率进一步提高。到1938年时，野牛镍币的生产已有25个年头，这样财政部长就有权决定是否更换设计，无需再由联邦国会批准。隶属财政部管辖的铸币局于是在没有公众表示不满的情况下主动出击，立即提议更换硬币设计。1938年1月，铸币局宣布举行新镍币设计公开竞赛，胜出者可以获得1000美元奖金。考虑到1943年是托马斯·杰斐逊诞辰200周年，因此参赛者需要把前总统肖像放在硬币正面，背面则是总统故居蒙蒂塞洛。
4月24日，铸币局宣布费利克斯·施拉格赢得比赛。他的设计同雕塑家让-安东尼·乌敦制作、现存波士顿美术馆的杰斐逊肖像很相似，之后一直在镍币上沿用至2004年。不过，流通镍币的背面设计图案同施拉格最初的模型有显著差异。政府官员对原设计中蒙蒂塞洛的视角和刻字风格不满，要求设计师更改。或许是存在误解或疏忽，施拉格没有在设计上附上自己的姓名缩写，直到1966年才由铸币局加入。 杰斐逊镍币于1938年10月3日投产，同年11月15日开始进入流通。根据估算，这种硬币起初受到囤积，直到1940年才在日常商品交易中变得常见。
美国加入第二次世界大战后，镍成为战时关键性的原材料，因此铸币局设法减少这种金属的使用量。1942年3月27日，联邦国会授权生产铜和银各占50%的镍币，并允许铸币局出于公众利益考量调整比例或加入其他金属。铸币局最期望的是找到一种完全不含镍的合金，同时又能够通过自动售货机的假币检测功能。最终采用的合金中含56%的铜，35%的银和9%的锰，于1942年10月投产。为了让这些硬币便于识别，并且战争结束后易于退出市场，铸币局在所有“战时镍币”背面的蒙蒂塞洛上方刻上很大的铸币标记，其中代表费城铸币局的是字母，这也是该局的标记首次出现在美国硬币上。1946年，“战时镍币”停产，原本的合金比例和铸币标记尺寸、位置均予恢复（其中费城铸币局生产的硬币没有铸币标记）。
1966年，硬币正面设计做出微调，在杰弗逊的头像下方加上设计师的姓名缩写字母。为纪念这项变更，铸币局特意造出两枚带有缩写字母的1966年版精制镍币送给施拉德。1965至1967年间在任何一间铸币局生产的镍币都没有铸造标记，是铸币局有意以铜镍合金币取代之前生产的含银版本。1968年起，硬币上再次采用铸造标记，但位置改到正面，位于杰斐逊头像右侧。从1971年起，旧金山铸币局就没有再生产过流通镍币，而全部都是精制币（“1971-”类），这也是1878年以来唯一只有精制币版本的镍币。

### 2004至2005年：西行镍币系列
1975至1976年间，铸币局为纪念美国建国200周年发行过25美分、半美元和一美元面值流通纪念币，这些硬币上都带有起始年份“1776–1976”。加拿大于1992年发行纪念该国省份及领地成立的系列硬币并取得成功后，美国铸币局获得国会授权，于1999年开始发行纪念各州的25美分硬币。2002年6月，铸币局官员有意重新设计镍币，纪念即将到来的刘易斯与克拉克远征200周年。他们与弗吉尼亚州共和党联邦众议员埃里克·康托尔取得联系，但蒙蒂塞洛正是位于弗吉尼亚州，康托尔不是很愿意将之去除。2003年4月23日，《2003年美国五美分硬币设计延续法案》生效成为法律。根据其中条款，财政部长可以更改镍币设计纪念刘易斯与克拉克远征和路易斯安那购地，但从2006年开始，镍币上就必须恢复杰斐逊和蒙蒂塞洛设计。根据康托尔的法案，今后美国生产的所有五美分硬币上所刻的都是杰斐逊和蒙蒂塞洛。
2004年，铸币局采用施拉格设计的原版正面和两种新设计的背面生产镍币。其中第一种新图案由铸币局雕塑家兼雕刻师诺曼·内梅特（Norman E. Nemeth）设计，源自多年前为杰斐逊打造的一枚印第安和平勋章。第二种则是由另一位铸币局雕塑家兼雕刻师阿尔弗雷特·麦拉斯基（Alfred Maletsky）完成，描绘刘易斯与克拉克远征期间使用的一艘龙骨船。2005年生产的镍币带来杰斐逊的新形象，由乔·菲茨杰拉德（Joe Fitzgerald）根据乌敦制作的杰斐逊半身像设计。其上的（“自由”）一词源于杰斐逊起草的独立宣言手稿，但由于手稿上的这个单词是小写，因此菲茨杰拉德只能从杰斐逊的其他手稿中获取大写字母。这年上半年生产的镍币正面描绘的是美洲野牛，由杰米·弗兰基（Jamie Franki）设计，引起对野牛镍币的回忆。下半年的镍币正面则是一片海岸，并附有文字（“大海尽收眼底！哦！令人狂喜！”），这几句话源于威廉·克拉克的日记，他正是当年远征探险的引领者之一。此外，克拉克在日记中所写的“大海”一词实际上是，但铸币局将之改为现代拼写。
2006年，镍币重新采用杰斐逊肖像和蒙蒂塞洛的图案，其中正面的杰斐逊肖像开始采用弗兰基的新设计。与之前两种都是侧脸不同，这次杰斐逊终于以正脸示人，这张正脸是根据1800年伦勃朗·皮尔（Rembrandt Peale）的研究结果绘制，并且同样包含取自杰斐逊手稿的（“自由”）一词。美国铸币局代理局长大卫·勒布莱克（David Lebryk）表示：“杰弗逊的正脸形象是对他的远见致敬。”硬币背面恢复施拉格的蒙蒂塞洛设计，只是经铸币局的雕刻师锐化处理。由于施拉格设计的正面已不再采用，所以他的姓名缩写也移至背面，位于蒙蒂塞洛的左侧（硬币右侧）。

### 铸币金属成本上涨
21世纪的前10年里，制造镍币的金属铜和镍价格急剧上涨，导致镍币生产成本从2003财政年度的每枚3.46美分上升到2012财年的10.09美分。相比之下，主要材质为钢的加拿大镍币到2013年时成本仍不及面值。面对这种情况，铸币局局长亨丽埃塔·富勒（Henrietta Fore）于2004年呈请国会拨款，资助取代现行铸币金属、降低生产成本的研究。但由于她在2005年离任，因此这一请求也随之失效。不过，国会于2010年通过《铸币现代化、监督和可持续化法案》（Coin Modernization, Oversight, and Continuity Act），要求铸币局针对分币到一美元硬币间共计六种面额硬币的材质组成开展研究，寻找适当的替代方案。2011年，铸币局同宾夕法尼亚州约翰斯敦的并发技术公司签订合约。之后呈交国会的报告称，无论采用什么样的金属材质，都无法将一美分硬币的制造成本降至低于面值，所以没有必要再对这种硬币做进一步考量。报告中还请求延长解决问题的时限，同时硬币继续按原有材质生产，确保市场需求。估铸币局估算，市场流通对镍币的需求会从2011财年的8.4亿枚增至2015财年的10.8亿枚。
为避免硬币在市场流通中大量流失，无法送回铸币局熔融重铸新币，该局于2006年12月14日提出临时措施，把熔融或出口分币（分币在2013财年的制造成本是每枚1.83美分）和镍币定为刑事犯罪行为，违者可处最高一万美元罚款或五年有期徒刑，或是两项同时执行。这项规定于2007年4月17日落实。镍币中包含的金属价值有时都已超过五美分，例如2007年5月时就曾超过面值的1.5倍。此后，镍币原材料金属的供需基本稳定，硬币所含金属价值于2008年下半年到2010年中期回落至面值以下，之后虽再度上涨，但又从2012年中期跌至低于面值并保持至今。2014年2月，有报道称铸币局已经开始试验，用镀铜的锌（和一美分硬币相同）制作镍币。
2014年12月，铸币局发布双年度报告，在报告中针对《铸币现代化、监督和可持续化法案》作出回应，称锌镀铜材质未能通过蒸汽和磨损测试，所以不能用来制造除分币以外的美国硬币（分币的使用率很低）。报告中认为“可行”的材质包括钢镀镍、多种镀层的钢，或是77%的铜、20%的镍币和3%的锰。此外，报告中还建议开展进一步测试，寻找成本更低的合金，并且无需像采用以钢为主的材质那样变更投币式售货机。

### 脚注
1. ↑  亏本买卖.
2. ↑  Taxay 1983，第65–66頁.
3. ↑  Taxay 1983，第72–73頁.
4. ↑  Breen 1988，第152–153頁.
5. ↑  Coin World Almanac 1977，第358頁.
6. ↑  Orosz 2012.
7. ↑  Hobson 1971，第113頁.
8. ↑  Lange 2006，第25–26頁.
9. ↑  Yeoman 2011，第137–138頁.
10. ↑  Taxay 1983，第125–126頁.
11. ↑  Taxay 1983，第217–221頁.
12. ↑  Yeoman 2011，第124, 138–142頁.
13. ↑  Taxay 1983，第243頁.
14. 1 2  Lange 2006，第99頁.
15. 1 2  Breen 1988，第246頁.
16. 1 2 3  Taxay 1983，第244頁.
17. ↑  Montgomery, Borckardt & Knight 2005，第25頁.
18. ↑  Taxay 1983，第241–244頁.
19. 1 2  Peters & Mohon 1995，第3頁.
20. 1 2 3 4 5  Lange 2006，第100頁.
21. 1 2  Taxay 1983，第244–245頁.
22. ↑  Breen 1988，第247頁.
23. 1 2  Taxay 1983，第245頁.
24. ↑  Peters & Mohon 1995，第4頁.
25. 1 2  Peters & Mohon 1995，第5頁.
26. ↑  Bowers 2006，第75頁.
27. ↑  Yeoman 2011，第142頁.
28. ↑  Coin World Almanac 1977，第155–156頁.
29. ↑  Bowers 2006，第77頁.
30. ↑  Peters & Mohon 1995，第81頁.
31. ↑  Peters & Mohon 1995，第76–81頁.
32. 1 2  Bowers 2006，第136頁.
33. ↑  Yeoman 2011，第109–110頁.
34. 1 2  Peters & Mohon 1995，第6頁.
35. 1 2  Bowers 2006，第139頁.
36. ↑  Bowers 2006，第140–141頁.
37. ↑  Peters & Mohon 1995，第95頁.
38. ↑  Montgomery, Borckardt & Knight 2005，第27–29頁.
39. ↑  Peters & Mohon 1995，第46頁.
40. ↑  Montgomery, Borckardt & Knight 2005，第29頁.
41. ↑  Bowers 2006，第145頁.
42. ↑  Bowers 2006，第184–185頁.
43. ↑  Peters & Mohon 1995，第122頁.
44. ↑  Bowers 2006，第149頁.
45. ↑  Richardson 1891，第806–807頁，26 Stat L. 484, amendment to R.S. §3510.
46. ↑  Bowers 2006，第261頁.
47. ↑  Bowers 2006，第48–49頁.
48. ↑  Bowers 2007，第5–7頁.
49. ↑  Bowers 2006，第150–151頁.
50. ↑  Lange 2006，第135頁.
51. ↑  Peters & Mohon 1995，第164頁.
52. ↑  Montgomery, Borckardt & Knight 2005，第98頁.
53. ↑  The China Post & January 1, 2010.
54. ↑  Peters & Mohon 1995，第172頁.
55. ↑  Peters & Mohon 1995，第171–172頁.
56. ↑  Montgomery, Borckardt & Knight 2005，第37–39頁.
57. ↑  Breen 1988，第573頁.
58. 1 2  Burdette 2007，第93–97頁.
59. ↑  Taxay 1983，第340頁.
60. ↑  Taxay 1983，第340–342頁.
61. ↑  Burdette 2007，第172頁.
62. ↑  Burdette 2007，第181–183頁.
63. ↑  Burdette 2007，第193–194頁.
64. ↑  Burdette 2007，第200–201頁.
65. ↑  Taxay 1983，第345頁.
66. ↑  Burdette 2007，第204頁.
67. ↑  Burdette 2007，第205頁.
68. ↑  Burdette 2007，第206頁.
69. ↑  Burdette 2007，第207頁.
70. 1 2  Lange 2006，第149頁.
71. ↑  Burdette 2007，第214頁.
72. ↑  Bowers 2007，第46–47頁.
73. ↑  Burdette 2007，第252–253頁.
74. ↑  Taxay 1983，第346頁.
75. ↑  Burdette 2007，第253頁.
76. ↑  Bowers 2007，第45頁.
77. 1 2  Bowers 2007，第127–128頁.
78. ↑  Bowers 2007，第141–142頁.
79. ↑  Bowers 2007，第38–39頁.
80. ↑  Bowers 2007，第39頁.
81. ↑  Porterfield 1970，第16頁.
82. ↑  Burdette 2007，第223頁.
83. ↑  Bowers 2007，第37–38頁.
84. ↑  Bowers 2007，第41–42頁.
85. ↑  Bowers 2007，第127頁.
86. ↑  Bowers 2007，第129–131頁.
87. ↑  Bardes 1966.
88. ↑  Bowers 2007，第141–143頁.
89. ↑  Lange 2006，第167頁.
90. ↑  Bowers 2007，第146–148頁.
91. ↑  Yeoman 2011，第131–136頁.
92. ↑  Bowers 2007，第259–260頁.
93. ↑  Bowers 2007，第222頁.
94. ↑  Yeoman 2011，第174, 206, 227頁.
95. ↑  United States Mint 2009，第4–6頁.
96. ↑  USA Today & April 23, 2002.
97. ↑  US Mint, "Newly-designed nickels" 2003.
98. ↑  U.S. Code, Title 31, Section 5112.
99. ↑  Anderson 2003.
100. ↑  US Mint, "2004 Westward Journey".
101. 1 2  US Mint, "2005 Westward Journey".
102. 1 2  Frazier 2005.
103. ↑  Yeoman 2011，第135–136頁.
104. ↑  BBC, "forward-looking nickel".
105. ↑  US Mint, "2006 Westward Journey".
106. ↑  Collectors Weekly.
107. ↑  硬币制造成本飞涨.
108. ↑  加拿大铸币点钢成金.
109. 1 2  Deisher & April 16, 2012.
110. ↑  Gilkes & December 31, 2012.
111. ↑  Gilkes & January 4, 2012.
112. ↑  US Mint, "Exportation & Melting".
113. ↑  现有硬币金属成本.
114. ↑  铸币局开展锌镀铜铸币试验.
115. ↑  铸币局2014年双年度报告.

### 书目
- Bowers, Q. David. . Atlanta, Ga.: Whitman Publishing. 2006. ISBN 978-0-7948-1921-7.
- Bowers, Q. David. . Atlanta, Ga.: Whitman Publishing. 2007. ISBN 978-0-7948-2008-4.
- Breen, Walter. . New York, N.Y.: Doubleday. 1988. ISBN 978-0-385-14207-6.
- Burdette, Roger W. . Great Falls, Va.: Seneca Mill Press. 2007. ISBN 978-0-9768986-2-7.
- 3rd. Sidney, Ohio: Amos Press. 1977. ASIN B004AB7C9M.
- Hobson, Walter. . Garden City, N.Y.: Doubleday and Co. 1971. ISBN 978-0-385-08137-5.
- Lange, David W. . Atlanta, Ga.: Whitman Publishing. 2006. ISBN 978-0-7948-1972-9.
- Montgomery, Paul; Borckardt, Mark; Knight, Ray. . Irvine, Ca.: Zyrus Press. 2005. ISBN 978-0-9742371-8-3.
- Peters, Gloria; Mohon, Cynthia. . Virginia Beach, Va.: DLRC Press. 1995. ISBN 978-1-880731-52-9.
- Richardson, William Allen (编).  1. Washington, D.C.: US Government Printing Office. 1891.
- Taxay, Don.  reprint of 1966. New York, N.Y.: Sanford J. Durst Numismatic Publications. 1983. ISBN 978-0-915262-68-7.
- Yeoman, R.S.  65th. Atlanta, Ga.: Whitman Publishing. 2011. ISBN 978-0-7948-3349-7.

### 其它来源
- Anderson, Gordon T. . CNN Money. 2003-11-06  [2016-07-02]. （原始内容存档于2016-03-04）.
- Bardes, Herbert C. . The New York Times. 1966-07-24: 85  [2016-07-02]. （原始内容存档于2016-08-19）.
- Deisher, Beth. . Coin World. 2012-04-16: 15.
- Frazier, Joseph. . The Register-Guard (Eugene, Ore.). AP. 2005-08-05: C7  [2016-07-02]. （原始内容存档于2016-05-30）.
- Gilkes, Paul. . Coin World. 2012-01-04: 4.
- Gilkes, Paul. . Coin World. 2012-12-31: 1.
- Orosz, Joel J. . The Numismatist (American Numismatic Association). 2012-06.
- Porterfield, Walden R. . The Milwaukee Journal. 1970-03-03: 16  [2016-07-02].
- . BBC. 2005-10-06  [2016-07-02]. （原始内容存档于2016-03-06）.
- . The China Post. 2010-01-01  [2016-07-02]. （原始内容存档于2016-03-05）.
- . Collectors Weekly.   [2016-07-02]. （原始内容存档于2016-05-29）.
- . Cornell University Law School.   [2016-07-02]. （原始内容存档于2016-03-06）.
- United States Mint.  (PDF). United States Mint Financial Department. c. 2009  [2016-07-02]. （原始内容 (PDF)存档于2016-03-10）.
- (新闻稿). United States Mint. 2003-04-24  [2016-07-02]. （原始内容存档于2016-03-04）.
- . United States Mint.   [2016-07-02]. （原始内容存档于2016-04-11）.
- . United States Mint.   [2016-07-02]. （原始内容存档于2016-05-12）.
- . United States Mint.   [2016-07-02]. （原始内容存档于2015-04-16）.
- (新闻稿). United States Mint. 2006-12-14  [2016-07-02]. （原始内容存档于2016-05-27）.
- . USA Today. AP. 2002-07-23  [2016-07-02]. （原始内容存档于2016-03-19）.
- . 2014-01-20  [2016-07-02]. （原始内容存档于2016-04-22）.
- . Coinupdate.com. 2012-12-10  [2016-07-04]. （原始内容存档于2016-05-13）.
- Grant, Tavia. . The Globe and Mail. 2013-02-03  [2016-07-04]. （原始内容存档于2016-04-26）.
- . Coinflation.com.   [2016-07-04]. （原始内容存档于2016-06-17）.
- Gilkes, Paul. . Coin World. 2014-02-10  [2016-07-04]. （原始内容存档于2016-07-04）.
- . United States Mint. 2014-12-14  [2016-07-04]. （原始内容存档于2016-03-04）.